# Rothalde
Rothalde ou Rouaud (mort le 21 novembre 1128), évêque de Rennes de 1121 à 1127.

## Biographie
Rothalde ou Rouaud d'origine inconnue, est uniquement mentionné dans un acte de son successeur par lequel ce dernier donne son accord à deux particuliers pour se battre en duel. Il meurt le 21 novembre 1128 selon l'obituaire de l'Abbaye Saint-Serge d'Angers

### Études
- Cyprien Henry, « Les évêques de Rennes à travers leurs actes (XIe première moitié du XIIe siècle) », Bulletin et mémoires de la Société d’Archéologie et d’Histoire d’Ille-et-Vilaine, vol. Tome CXVII,‎ 2013, p. 37-59 et tableau généalogique p. 45
- (la) Jean-Barthélemy Hauréau, Gallia Christiana, vol. XIV Provincia Turonensi, Paris, Firmin-Didot, 1856, p. 748 Episcopi Redonenses  XX Roaldus